# Lukácsy Sándor (rendező)
Lukácsy Sándor (Arad, 1835. február 15. – Budapest, 1907. november 10.) színműíró, a budapesti Népszínház rendezője.

## Élete
Előkelő nemes közbirtokos szülők fia. Az aradi gimnáziumban tanult; tanulmányait azonban megszakította a szabadságharc, melynek lezajlása után, szüleinek teljes elszegényedése miatt, kénytelen volt végképp szakítani az iskolával. Így lépett a színi pályára és 1851-ben Kolozsvárra ment és nagypénteken Kaczvinszky és Laczkóczy társulatához állt be. Itt és a vidéki színpadokon mint színész és rendező működött. 1873-ban a fővárosi István-téri Miklósi-színházhoz szerződött művezető rendezőnek. Miklósi azonban megbukott és Lukácsy vendégszerepelni ment. 1876. március 1-től a pesti Népszínház főrendezője volt 22 évig. Színműírói pályája az 1860-as évek elején kezdődött; darabjai rövid időn belül nevesek és kapósak lettek a vidéken és a fővárosban; három-négy színműve is jelent meg évenként.
Cikkei, tárcái, elbeszélései a Nyitramegyei Lapokban (1886. 10. sz. Blaha Lujza); a Színművészeti Lapokban (1894. Magyar színészet az 50-es években, Mikor én színész lettem); a Fővárosi Lapokban (1896. 190. sz. Erzsi); a Budapesti Hírlapban sat.

## Munkái
- A vén czigány. Énekes víg magánjelenet. Pest, év n.
- A veres hajú. Eredeti népszinmű három felv. zenéje Erkel Elektől. Bpest, 1883. (Népszinház műsora 1.; először adatott a budapesti népszinházban 1877. jún. 2. száznál többször adák. Németül: ford. Vécsey Leu. Uo. 1884.)
- Ágnes asszony, ered. npsz. három felv. Uo. 1883., zenéje Erkel Gyulától. (Népszinház műsora 3., először a népszinházban 1879. febr. 21.)
- Kósza Jutka, ered. népszinű három felv. Uo. 1883. (Népszinház műsora 4._ először a népszinházban 1878. júl. 20.)
- Az Isten keze, ered. népszinmű három felv. Uo. 1883. (Népszinház műsora 13.)
- A tükör. Dramolette egy felv. Uo. ...

### Kéziratban
Eredeti színművei, előadva a budapesti Népszínházban:
- A fegyverkovács, dráma öt felvonásban
- Egy magyar nábob, dráma öt felvonásban, Jókai regénye után
- A bakter, népszínmű három felvonsában
- Zárda titkai, szinmű
- A honvéd család, dráma öt felvonásban
- A zsidó honvéd, énekes életkép három felvonásban, zenéje Káldy Gyulától, először 1875. jan. 15. a Népszínházban
- Lengyel számüzöttek, dráma öt felvonásban
- Ubrik Borbála, színmű négy felvonásban
- A zsidó apácza, népszínmű négy felvonásban
- A kurta szoknyás leány, színmű öt felvonásban
- A mákvirág, bohózat
- Egy bolond százat csinál, bohózat egy felvonásban
- A karácsonyi angyal, színmű négy felvonásban
- Páris romjai, látványos színmű öt felvonásban
- Divatos menyecskék, vígjáték négy felvonásban (1875. ápr. 27. Kassán)
- Egy magyar plébános, népszínmű hét képben
- Egy okos asszony, vígjáték egy felvonásban, a kolozsvári pályázaton dicséretet aratott
- A pók, népszínmű három felvonásban dalokkal és zenével Káldy Gyulától, először 1877. júl. 27.
- A zsandár, népszímű négy felvonásban dalokkal, Balla Kálmánnal együtt írta, először 1877. aug. 24.
- A csirkefogó, népszínmű három felvonásban, zenéje Erkel Ferenctől, először 1878. febr. l.
- Egy hamis asszony, vígjáték három felvonásban
- Székely Katalin, eredeti nagy operett három felvonsában, zenéje Erkel E., először 1880. jan. 16.
- A szomszéduram kakasa, népszínmű három felvonásban, zenéje Herczenberger Istvántól, először 1880. febr. 14. a Népszinházban
- A szerelem sötét verem, népszínmű három felvonásban, 1880.
- Árva Zsuzska, népszínmű három felvonásban 1882.
- Rebeka, népszinmű 1887.
- 100 év, korrajz a magyar szinészet történetéből egy előjáték, négy szakasz, először 1890. okt. 25.
- Tél és tavasz, operett három felvonsában, zenéjét szerzették Rosenzweig Vilmos és Adolf, 1891. okt. 17.
- Zsuzsika, népszínmű három felvonsában, márc. 13.
- A feneleányok, fővárosi életkép négy felvonásban, először a Budai Szinkörben aug. 1.
- A lelkipásztor, operett három felvonásban, zenéje Forrai Miklóstól, először a Népszínházban 1893. szept. 29.
- Az asszony verve jó, népszínmű három felvonásban 1894. febr. 16.
- Hogy lehet férjhez menni, bohózat
- Ezeréves Magyarország, dráma
- Egy századvégi kis leány, vígjáték
- A mostoha, népszínmű
- A titkos csók, operett
- A huszadik század kezdetén, korrajz
- A Szerelem bolondja, népszinmű.

Ezenkívül 15-20-ra tehető fordított szinműveinek száma. Írt még egy Venus világa című három kötetes regényt, mely szintén kéziratban maradt, nemkülönben egy kötet költeménye.

## Működési adatai
- 1853: Bethlen–Károlyi
- 1854: Gócs Ede
- 1855–58: Szabó József, Arad
- 1858: Csabai Pál
- 1859: Buday
- 1863: Philippovits István
- 1864: Gárdonyi Antal
- 1865–71: Follinus János, Kolozsvár, Arad
- 1872: Nagyvárad, Miklósy Gyula (István tér, rendező)
- 1873–75: Sztupa Andor